# Satan Shoes
Satan Shoes fue una serie de zapatos Nike Air Max 97 personalizados, creados en 2021 como una colaboración entre el músico Lil Nas X y MSCHF, un colectivo de arte. Su diseño y comercialización ganaron controversia a través de imágenes satánicas prominentes. Nike, Inc. demandó a MSCHF por infracción de marca registrada, denominación de origen falsa, dilución de marca registrada y competencia desleal.

## Diseño y promoción

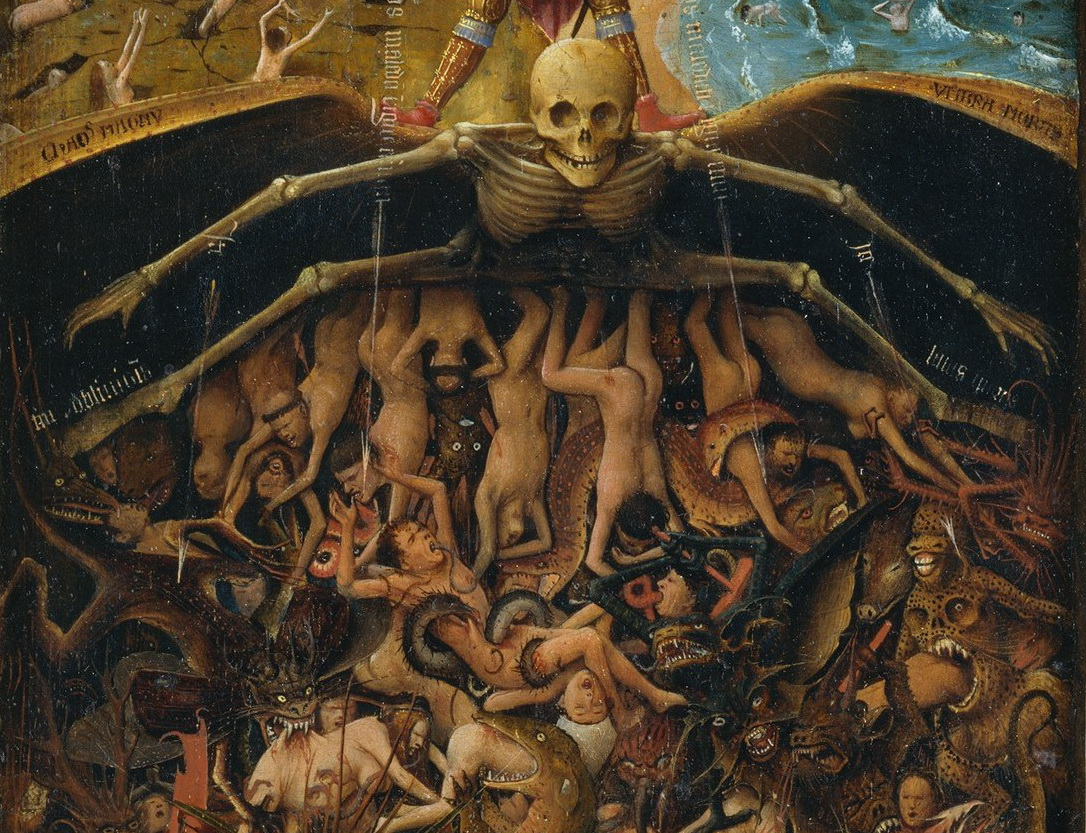
Un detalle de Jan van Eyck's Díptico de Crucifixión y Juicio Final parece estar presente en la caja de zapatos.

Cada par de zapatos es negro, y cuenta con un pentagrama de bronce en los cordones y una cruz invertida, mientras que en los lados de los zapatos es una referencia al pasaje bíblico Lucas 10:18. MSCHF afirma que los zapatos están hechos con "60cc de tinta y 1 gota de sangre humana". Según el cofundador de MSCHF, Daniel Greenberg, la sangre provenía de "unos seis" empleados de MSCHF. Un detalle del último juicio de Jan van Eyck parece estar presente en el envase.
Los zapatos fueron lanzados junto con el video musical de la canción de Lil Nas X "Montero (Call Me by Your Name)", donde el rapero puede ser visto descendiendo al Infierno en un poste de estriptis y dando a Satanás un baile erótico antes de matarlo y presumiblemente convertirse en el nuevo gobernante del Infierno. Un par de zapatos se puede ver en los pies de Satanás en el video musical. Además, solo se produjeron 666 pares de zapatos, a un precio de 1 1,018 cada uno. Los zapatos se agotaron en menos de un minuto.
Varias publicaciones compararon los zapatos con un cómic publicado por Marvel Comics en 1977 basado en la banda de rock Kiss, para el que los miembros de la banda mezclaron frascos de su propia sangre en la tinta roja utilizada para imprimir los libros.

## Caso judicial
Nike sostuvo ante el juez federal Eric R. Committee que los Satan Shoes fueron fabricados sin autorización de Nike. Los abogados de Nike argumentaron que han "presentado pruebas de que incluso los fanáticos de las zapatillas sofisticadas estaban confundidos" por las zapatillas. Los abogados de Nike citaron la prueba de Rogers.
Nike emitió una declaración en respuesta a la controversia generada, diciendo que "Nike no diseñó ni lanzó estos zapatos y no los respaldamos". Además, la compañía inició una demanda contra MSCHF, alegando que habían infringido las marcas comerciales de Nike, e hizo creer a los consumidores que"Nike está respaldando el satanismo". A partir del 1 de abril, Nike logró obtener una orden de restricción contra MSCHIF, bloqueando las ventas de los Satan Shoes.

## Controversia
Los zapatos fueron recibidos con desaprobación, incluidos el jugador de baloncesto Nick Young, el pastor de Free Chapel Jentezen Franklin, el mariscal de campo de fútbol americano Trevor Lawrence, el rapero Joyner Lucas, el pastor evangélico Mark Burns, la experta conservadora Candace Owens y la gobernadora de Dakota del Sur Kristi Noem. La Iglesia de Satanás dio su plena aprobación al video musical de "Montero" y a los zapatos. Lil Nas X dijo a los críticos a través de Twitter que su agenda era " hacer que la gente se mantenga al margen de la vida de los demás y deje de dictar quiénes deberían ser."